# Arnold Gamper
Arnold Gamper SJ (* 28. Januar 1925 in Wien; † 8. September 2007) war ein österreichischer römisch-katholischer Priester, Theologe und Alttestamentler.

## Leben
Er studierte klassische Philologie, Orientalistik, Ägyptologie, Philosophie und Theologie in Wien, Pullach und Innsbruck. Er erwarb das Lizentiat am Päpstlichen Bibelinstitut in Rom und das Doktorat an der Universität Innsbruck (1961). Er lehrte als Universitätsprofessor fürs Bibelstudium des Alten Testaments und Orientalische Sprachen und Vorstand des Institutes für Altes Testament (1968–1995) in Innsbruck und Dekan der Theologischen Fakultät 1971/1972.

## Schriften (Auswahl)
- Gott als Richter in Mesopotamien und im Alten Testament. Zum Verständnis einer Gebetsbitte. Wagner, Innsbruck 1966, OCLC 874398025 (zugleich Dissertation/Habilitationsschrift, Innsbruck 1961/1964).